# 統制語彙
統制語彙（とうせいごい、英: controlled vocabularies）又は統制語（とうせいご、英: controlled term; CT）とは、対象の情報群を用意した用語の集合に関連付けることで（情報群の）収拾・構造化及びその記述を図る語彙体系である。
同義語や表記揺れがある自由語（英: free term; FT）又は非統制語彙と対比的に用いられる。

## 概要
統制語彙は図書館学に由来する概念である。
範列的曖昧性を次のような段階で制御できる。
1. 文法的変種の統制
2. 表記揺れに対する優先語の設定
3. 優先語間の階層構造等の構築

時折、第二段階（暗黙的に第一段階を包有する）だけを意識して、「表記揺れを統制した語彙」などと表現される。

## 特徴

### 利点
検索漏れの防止
同義語や語形変化を統制してあるので、表現の違いによる検索漏れを防ぐことができる。
〝雑音〟の少ない検索結果
（自由語による検索などとは異なり）文書の全内容を闇雲に探索するのではなく、文書作成者が意図的に選択、賦与した語彙による検索を主軸とする為に、検索結果に目的としない余計な情報が混ざりにくくなる。
- 網羅的検索[12]

### 問題点
作成者と利用者との乖離
作成者と利用者とが分断され、共通の言語ゲームに参加できない。
また、利用者が語彙の体系を理解しなくてはならない。
非柔軟性
人工言語の一種である為、全ての概念を網羅できず、また、語彙が古い言葉になりがちである（時勢からの遅れ）。
階層構造以外の関連
特に図書館業界の統制語彙は、階層構造以外の観念間関連を表現する能力が弱く、より柔軟な関連表現が可能な (Web) オントロジーの手法に学ぶべきだという指摘もある。

## 例
国立国会図書館典拠データ検索・提供サービス
国立国会図書館が提供する国立国会図書館件名標目表は典拠管理などに向けた汎用の統制語彙である。
ダブリンコアメタデータ
ダブリンコアにおいては統制語彙の使用が最良慣行として推奨されている要素が多数ある。

## 他体系との連関

### 自由語
統制語彙と対照をなす性質故に長短が逆転する自由語は、しばしば統制語彙と適宜併用され、双方の利点を兼ね備えた〝折衷〟体系として実務に応用されている。
特に統制語彙が苦手とする専門用語や新しい概念の索引として自由語が利用される傾向がある。

### 民衆分類との連関
民衆分類は利用者が主体的に附加する語彙体系であり、集合知の代表格と見做されている。その民主性によって前述の乖離を解消すること等が期待されている。
Webなど、タグ付けに統制語彙を用いるのが実際上又経済上の理由から困難である環境においては、情報の整理・分類に、民衆分類が次善策として用いられる。